# Cihan Kaptan
Cihan Kaan Kaptan (* 4. März 1989 in Wuppertal) ist ein deutscher Fußballspieler türkischer Abstammung.

## Laufbahn
Cihan begann bei den Nachwuchsmannschaften des Wuppertaler SV. 1996 wechselte er zu Bayer 04 Leverkusen und spielte zwölf Jahre in der Jugend, meistens in der Abwehr oder im Mittelfeld. Mit der Leverkusener A-Jugend wurde er 2007 Deutscher Meister (2:1 n. V. im Endspiel gegen Bayern München) und 2008 Deutscher Pokalsieger (3:1 im Finale gegen Borussia Mönchengladbach). Weitere Erfolge in seiner Jugend waren die beiden Siege in den Endspielen der Westdeutschen Meisterschaft in den Jahren 2007 und 2008. In verschiedenen Jugendnationalmannschaften sammelte er unter Trainer Horst Hrubesch Erfahrung. Sein erstes Länderspiel machte er gegen die Türkei in Kusadasi; später nahm er unter anderem an der Junioren-Fußballweltmeisterschaft 2009 in Ägypten teil.
Von 2008 bis Ende 2009 spielte er als Profifußballer bei Bursaspor in der türkischen Turkcell Süper Lig. In der Winterpause der Saison 2009/10 wechselte er in die 3. Liga zur zweiten Mannschaft von Borussia Dortmund, für die er am 7. Februar 2010 bei einem 2:1-Erfolg in Offenbach debütierte. Nach einer fünf Monate langen Pause wechselte er zur Drittligamannschaft des SSV Jahn Regensburg und spielte dort bis Ende der Saison 2010/11. Danach ging Cihan wieder in die Türkei zurück und spielte in der Saison 2011/12 beim viertklassigen Sancaktepe Belediyespor in Istanbul. Von 2012 bis 2014 spielte er für Fatih Karagümrük SK. In der ersten Saison verlor der Verein im Play-off-Finale und verpasste nur knapp durch das Elfmeterschießen den Einzug in die höhere Liga. Wegen Verletzungen konnte Cihan die Saison 2013/14 nicht beenden und verschwand aus dem Rampenlicht. In der Saison 2014/15 spielte er für Ofspor in der drittklassigen TFF 2. Lig. Nachdem er im Mai 2015 seine Karriere für beendet erklärt hatte, wurde er Ende 2015 vom deutschen Fünftligisten Wuppertaler SV verpflichtet. Er verließ den Verein ein halbes Jahr später wieder ohne ein Spiel gemacht zu haben.